# Lochmühle (Wernigerode)
Die Lochmühle ist eine frühere Mahlmühle an der Holtemme zwischen Wernigerode und Silstedt im Landkreis Harz, die heute zu Wohnzwecken dient. Sie wurde durch einen Mühlgraben betrieben, der heute noch Wasser führt und auch die östlich benachbarte Rothe Mühle speiste.
Der Name der Mühle geht auf das hier befindliche Loch an der Holtemme zurück.